# Shawn Elliott
Shawn Elliott Santiago (* 24. Februar 1937 in Puerto Rico; † 11. März 2016 in New York City) war ein puerto-ricanischer Schauspieler und Sänger.

## Leben
Seine Karriere begann Elliott als Sänger von Calypso-Musik. 1965 hatte er mit einer Novelty-Adaption des 1940er-Jahre-Liedes Shame and Scandal in the Family einen Überraschungserfolg. In Europa wurde das Lied in der Version von Elliott ein großer Erfolg. In Deutschland erreichte es Platz 14, in den Niederlanden Platz 3 und in Österreich war es sogar ein Nummer-1-Hit.
Es blieb aber sein einziger Erfolg, auch ein zweiter Versuch 1976 mit einem Disco-/Soul-Album unter dem Künstlernamen Santiago blieb erfolglos.
Ab 1968 stand er als Musicaldarsteller auf dem Broadway auf der Bühne. Seit den 1980er Jahren hatte er auch Film- und Fernsehrollen, darunter Serienauftritte in der Bill Cosby Show, Miami Vice, Law & Order und CSI: Miami. Hinzu kommen Auftritte in Filmen wie Das Fest des Ziegenbocks (La fiesta del chivo, 2006) und zuletzt Broken City (2013).
Seit 1990 war er mit der Schauspielerin Donna Murphy verheiratet.

## Shame and Scandal
Text und Musik: Huon Donaldson, Slim Henry Brown
Der Calypso-Sänger Sir Lancelot aus Trinidad hatte das Lied Shame and Scandal (In the Family) 1943 in Jacques Tourneurs Horrorfilm Ich folgte einem Zombie populär gemacht, später wurde es von Lord Melody zu einem Novelty-Song umgedichtet. In dieser Version des Liedes geht es darum, dass der Sohn der Familie zweimal ein Mädchen heiraten will, aber beide Male erhebt sein Vater Einspruch: Beide Mädchen seien seine (Halb-)Schwestern, die Mutter wisse nur nichts davon. Daraufhin beichtet der Junge es seiner Mutter, die aber nur sagt, er solle das Mädchen ruhig heiraten, sein Vater sei gar nicht sein Vater, das wisse der nur nicht.
Während in den englischsprachigen Ländern die Originalversion am populärsten blieb, wurde das Lied durch Shawn Elliott auf dem europäischen Kontinent erst bekannt gemacht. Weitere Interpreten, die das Lied aufnahmen, waren Lance Percival (1965 Platz 37 in UK), Peter Tosh, die Wailers, Johnny Chester, Trini Lopez und Elliot Sam. 2005 hatte die Ska-Band Madness international einen kleinen Hit mit dem Lied.
Eine deutsche Version des Lieds gab es 1965 von Harry und Ronny unter dem Titel Die Schande unserer Familie, eine weitere von der Schweizer Band Die Dorados als Uns’re kleine feine Familie (So ist sie) (Text: Kurt Feltz). Zur selben Zeit wurde das Lied auch auf Bairisch aufgenommen, Gela und die Gentries sangen von Die Schand’ und des G’red. Eine französische Version (Scandale dans la famille) erschien im selben Jahr von Dalida, von der auch eine italienische Fassung namens Un Grosso Scandalo existiert, weitere französische Aufnahmen stammen von Sacha Distel und von Les Surfs aus Marokko.
2012 wurde vom Holstuonarmusigbigbandclub eine mundartliche Interpretation des Lieds uraufgeführt. Statt in Trinidad spielt die Geschichte im Bregenzerwald (Vorarlberg), entsprechend lautet auch der Titel: Shame im Wauld.

## Diskografie
Alben
- Shame and Scandal in the Family (1965)

Singles
- The Girl in Bell Bottom Trousers / Sandy Is Her Name (1965)
- Shame and Scandal (In the Family) / My Girl (1965)
- Matilda / Denk daran (Little Bird) (1966)